# Hen suyễn do bão

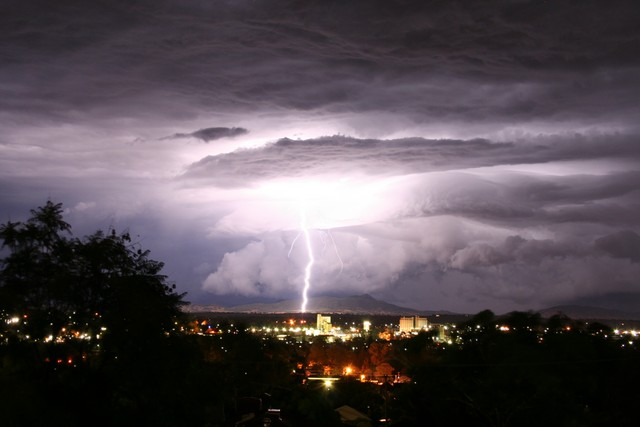
Một cơn bão tại Tamworth

Hen suyễn do bão là việc một cơn hen suyễn bị gây ra bởi những điều kiện môi trường trực tiếp có nguồn gốc từ một cơn bão địa phương. Các cơn bão lớn cuốn các phấn hoa, bào tử nấm lên các tầng không khí cao hơn. Với độ ẩm thật cao ở đó, các hạt phấn hoa có thể hấp thụ đầy nước cho đến khi vỡ thành nhiều mảnh nhỏ hơn, những mảnh nhỏ này rất dễ bị phân tán bởi gió và bị đẩy xuống gần mặt đất, nơi chúng bị hít vào. Trong khi những hạt phấn hoa lớn hơn thường bị lọc bởi lông mũi, những mảnh phấn hoa nhỏ hơn có khả năng vượt qua và đi vào phổi, gây ra những cơn hen suyễn.
Có những sự kiện đáng chú ý nơi những cơn bão gây ra bệnh hen suyễn phổ biến trên khắp cư dân của thành phố, điều này làm quá tải các dịch vụ cấp cứu và các bệnh viện và dẫn đến tử vong. Hiện tượng này lần đầu tiên được nhận ra và nghiên cứu sau 3 sự kiện được ghi nhận trong những năm 1980, tại Birmingham, Anh năm 1983 và ở Melbourne, Úc năm 1987 và năm 1989. Kể từ đó đã có thêm những bài tường thuật về bão hen suyễn phổ biến ở Wagga Wagga, Úc; Luân đôn, Anh quốc; Naples, Ý; Atlanta, Mỹ; và Ahvaz, Iran.
Theo các nghiên cứu, 95% những người bị ảnh hưởng bởi cơn bão hen suyễn đã từng bị sốt cỏ khô, và 96% những người này đã dương tính với dị ứng phấn hoa cỏ, mà cụ thể là cỏ lúa mạch đen. Vì một hạt phấn hoa cỏ lúa mạch đen có thể giữ tới 700 những viên phấn nhỏ này, chỉ dài từ 0.6 đến 2.5 um, nghĩa là đủ nhỏ để tới được những đường thở thấp hơn trong phổi. Dẫu vậy, các điều kiện xung quanh cơn bão hen suyễn mạnh đến mức một số người bị ảnh hưởng trong cơn bùng phát bão hen suyễn có thể chưa bao giờ trải qua một cơn hen suyễn trước đây.

## Các sự kiện đáng chú ý
- Năm 1983, Birmingham, Anh, 6-7 tháng 7
- Năm 1987, Melbourne, Úc, tháng 11
- Năm 1989, Melbourne, Úc, 29-30 tháng 11
- Năm 1994, Luân đôn, Anh, 24-25 tháng 6
- Năm 1997, Wagga Wagga, Úc, 30 tháng 10
- Năm 2004, Naples, Ý, 4 Tháng 6
- Năm 2010, Melbourne, Úc
- Năm 2013, Ahvaz, Iran, 2 tháng 11
- Năm 2016, Melbourne, Úc, 21 tháng 11

Vào ngày 21 tháng 11 năm 2016, Melbourne trải qua một cơn bùng phát hen suyễn diện rộng và đột ngột nữa trong suốt và sau cơn bão địa phương, điều này đã làm quá tải hệ thống cấp cứu và một số bệnh viện địa phương. Bốn người đã chết sau khi gặp phải các vấn đề về hô hấp trong thời gian cơn bão xảy ra.